# John Milius
John Frederick Milius, född 11 april 1944 i Saint Louis i Missouri, är en amerikansk manusförfattare, filmregissör och -producent.

## Biografi
Milius försökte bli antagen till USA:s marinkår men fick avslag då han led av kronisk astma. Han studerade film vid University of Southern California tillsammans med Steven Spielberg och George Lucas och var särskilt involverad i manusförfattande. Där skrev han ett manus baserat på Joseph Conrads Mörkrets hjärta, vilket senare kom att bli filmen Apocalypse (1979). Innan den filmen blev av hann han dock skriva en rad andra filmer, såsom Evel Knievel (1971) om stuntmannen med samma namn, Häng dom snabbt och Magnum Force (båda 1973). Han skrev även manus till sin regidebut, Dillinger (1973). Han producerade Steven Spielbergs krigskomedi 1941 (1979) innan han regisserade Conan Barbaren (1982) och Röd gryning (1984). Han var även en av skaparna bakom Rome.
Han är numera engagerad som konsult för den militära tankesmedjan Center for Creative Tehnology. Han är medlem i National Rifle Association och många av hans filmer har haft militära teman. Han har beskrivit att hans politiska åsikter har gått emot Hollywoods huvudfåra och haft ett negativt inflytande på hans karriär.